# Natação no Campeonato Mundial de Esportes Aquáticos de 2015 - 4x100 m livre misto
A prova do revezamento 4x100 metros livre misto da natação no Campeonato Mundial de Esportes Aquáticos de 2015 ocorreu no dia 8 de agosto em Cazã na Rússia. 

## Recordes
Antes desta competição, os recordes mundiais e do campeonato nesta prova eram os seguintes:
| Tipo                  | Atleta    | Tempo   | Local | Data                   |
| --------------------- | --------- | ------- | ----- | ---------------------- |
|                       | Austrália | 3:23.29 | Perth | 1 de fevereiro de 2014 |
| Recorde do campeonato |           | '       |       |                        |

Os seguintes novos recordes foram estabelecidos durante esta competição. 
| Data        | Prova | Nacionalidade  | Tempo   | Recordes |
| ----------- | ----- | -------------- | ------- | -------- |
| 8 de agosto | Final | Estados Unidos | 3:23.05 | ,        |

## Medalhistas
| Ouro | Prata | Bronze |
| Estados Unidos · Ryan Lochte · Nathan Adrian · Simone Manuel · Missy Franklin · Conor Dwyer · Margo Geer · Abbey Weitzeil | Países Baixos · Sebastiaan Verschuren · Joost Reijns · Ranomi Kromowidjojo · Femke Heemskerk · Kyle Stolk · Marrit Steenbergen | Canadá · Santo Condorelli · Yuri Kisil · Sandrine Mainville · Chantal van Landeghem · Karl Krug · Victoria Poon |

## Resultados

### Eliminatórias
Esses foram os resultados das eliminatórias.
| Pos. | Bateria | Raia | Nacionalidade        | Nadadores                                                                                                  | Tempo     | Notas            |
| ---- | ------- | ---- | -------------------- | --- | --------- | ---------------- |
| 1    | 3       | 3    | Estados Unidos       | Conor Dwyer (49.47) Ryan Lochte (48.43) Margo Geer (53.12) Abbey Weitzeil (53.49)                          | 3:24.51   | Q,               |
| 2    | 4       | 4    | Rússia               | Andrey Grechin (49.21) Nikita Lobintsev (47.97) Veronika Popova (54.00) Nataliya Lovtsova (54.05)          | 3:25.23   | Q                |
| 3    | 3       | 5    | Itália               | Luca Dotto (49.30) Filippo Magnini (48.60) Federica Pellegrini (54.35) Erika Ferraioli (53.98)             | 3:26.23   | Q                |
| 4    | 3       | 4    | Suécia               | Christoffer Carlsen (49.78) Simon Sjödin (49.70) Michelle Coleman (53.35) Louise Hansson (53.77)           | 3:26.60   | Q                |
| 5    | 3       | 0    | Países Baixos        | Sebastiaan Verschuren (49.49) Kyle Stolk (49.44) Marrit Steenbergen (55.29) Femke Heemskerk (52.69)        | 3:26.91   | Q,               |
| 6    | 2       | 7    | China                | Yu Hexin (49.82) Lin Yongqing (49.29) Qiu Yuhan (53.87) Tang Yuting (54.73)                                | 3:27.71   | Q                |
| 7    | 2       | 4    | Canadá               | Yuri Kisil (49.36) Karl Krug (49.20) Sandrine Mainville (54.22) Victoria Poon (54.97)                      | 3:27.75   | Q                |
| 7    | 2       | 5    | Brasil               | Matheus Santana (49.82) Marcelo Chierighini (48.43) Larissa Oliveira (54.89) Daynara de Paula (54.61)      | 3:27.75   | Q,               |
| 9    | 4       | 2    | França               | Lorys Bourelly (49.94) Clément Mignon (48.20) Cloé Hache (55.33) Margaux Fabre (54.82)                     | 3:28.29   |                  |
| 10   | 2       | 1    | Japão                | Yuki Kobori (49.69) Naito Ehara (49.90) Rikako Ikee (54.31) Misaki Yamaguchi (54.64)                       | 3:28.54   |                  |
| 11   | 3       | 8    | Alemanha             | Christoph Fildebrandt (49.08) Marco di Carli (48.93) Alexandra Wenk (55.03) Marlene Hüther (55.95)         | 3:28.99   | Recorde nacional |
| 12   | 3       | 2    | Turquia              | Doğa Çelik (50.30) Kemal Arda Gürdal (49.23) Ekaterina Avramova (56.21) Gizem Bozkurt (57.37)              | 3:33.11   |                  |
| 13   | 4       | 7    | Singapura            | Yeo Kai Quan (51.43) Amanda Lim (57.68) Quah Ting Wen (56.08) Quah Zheng Wen (49.39)                       | 3:34.58   |                  |
| 14   | 1       | 5    | Suíça                | Lukas Räuftlin (51.25) Jean-Baptiste Febo (50.76) Noemi Girardet (56.70) Maria Ugolkova (56.01)            | 3:34.72   |                  |
| 15   | 4       | 1    | Luxemburgo           | Julien Henx (50.99) Pit Brandenburger (50.85) Julie Meynen (55.51) Monique Olivier (57.84)                 | 3:35.19   |                  |
| 16   | 2       | 2    | Sérvia               | Andrej Barna (51.21) Uroš Nikolić (50.24) Miroslava Najdanovski (57.98) Anja Crevar (59.23)                | 3:38.66   |                  |
| 17   | 4       | 6    | Sri Lanka            | Matthew Abeysinghe (51.47) Machiko Raheem (59.94) Cherantha de Silva (52.60) Kimiko Raheem (58.93)         | 3:42.94   |                  |
| 18   | 4       | 8    | República Dominicana | Jhonny Peréz (52.85) Arianna Sanna (59.04) Dorian McMenemy (58.98) Jean Luis Gómez (52.98)                 | 3:43.85   |                  |
| 19   | 1       | 4    | Costa Rica           | Marie Meza (59.09) Esteban Araya (54.55) Helena Moreno (1:00.10) Mario Montoya (52.42)                     | 3:46.16   |                  |
| 20   | 4       | 5    | Bolívia              | Andrew Rutherfurd (52.37) Maria José Ribera (1:01.73) Karen Torrez (57.96) Aldo Castillo (54.40)           | 3:46.46   |                  |
| 21   | 2       | 6    | Jordânia             | Khader Baqlah (51.81) Mohammed Bedour (53.73) Rahaf Baqleh (1:02.21) Talita Baqlah (59.59)                 | 3:47.34   |                  |
| 22   | 2       | 8    | Moçambique           | Denílson da Costa (55.03) Jannah Sonnenschein (1:00.94) Jessika Cossa (59.86) Igor Mogne (51.77)           | 3:47.60   |                  |
| 23   | 4       | 3    | Macau                | Chao Man Hou (52.92) Long Chi Wai (1:01.63) Ngou Pok Man (53.28) Lei On Kei (1:00.97)                      | 3:48.80   |                  |
| 24   | 2       | 3    | Quênia               | Emily Muteti (1:01.03) Hamdan Bayusuf (56.38) Talisa Lanoe (1:01.96) Issa Mohamed (53.49)                  | 3:52.86   |                  |
| 25   | 3       | 6    | Armênia              | Vahan Mkhitaryan (53.85) Monika Vasilyan (1:03.33) Ani Poghosyan (1:01.29) Vladimir Mamikonyan (54.49)     | 3:52.96   |                  |
| 26   | 3       | 9    | Mongólia             | Yesui Bayar (1:11.46) Batsaikhan Dulguun (55.65) Enkhkhuslen Batbayar (1:05.69) Delgerkhuu Myagmar (56.05) | 4:08.85   |                  |
| 27   | 2       | 0    | Tajiquistão          | Anastasiya Tyurina (59.88) Karina Klimyk (1:05.82) Olim Kurbanov (1:11.96) Ramziyor Khorkashov (DSQ)       | 9:99.99 ! | DSQ              |
| 27   | 4       | 0    | Papua-Nova Guiné     | Ryan Pini (50.86) Tegan McCarthy (1:06.05) Barbara Vali-Skelton (1:04.02) Sam Seghers (DSQ)                | 9:99.99 ! | DSQ              |
| 27   | 1       | 3    | Albânia              | | 9:99.99 ! | DNS              |
| 27   | 3       | 1    | Austrália            | | 9:99.99 ! | DNS              |
| 27   | 3       | 7    | México               | | 9:99.99 ! | DNS              |

### Final
Esse foi o resultado da final.
| Pos.              | Raia | Nacionalidade  | Nadadores                                                                                              | Tempo   | Notas                 |
| ----------------- | ---- | -------------- | --- | ------- | --------------------- |
| Medalha de ouro   | 4    | Estados Unidos | Ryan Lochte (48.79) Nathan Adrian (47.29) Simone Manuel (53.66) Missy Franklin (53.31)                 | 3:23.05 | Recorde mundial       |
| Medalha de prata  | 2    | Países Baixos  | Sebastiaan Verschuren (48.74) Joost Reijns (49.09) Ranomi Kromowidjojo (52.48) Femke Heemskerk (52.79) | 3:23.10 | Recorde europeu       |
| Medalha de bronze | 1    | Canadá         | Santo Condorelli (48.19) Yuri Kisil (48.25) Chantal van Landeghem (53.60) Sandrine Mainville (53.55)   | 3:23.59 |                       |
| 4                 | 5    | Rússia         | Vladimir Morozov (48.27) Alexandr Sukhorukov (47.74) Veronika Popova (53.72) Nataliya Lovtsova (54.48) | 3:24.21 |                       |
| 5                 | 3    | Itália         | Marco Orsi (48.70) Filippo Magnini (48.19) Federica Pellegrini (54.26) Erika Ferraioli (54.11)         | 3:25.26 |                       |
| 6                 | 8    | Brasil         | Matheus Santana (48.96) Bruno Fratus (47.83) Larissa Oliveira (54.15) Daynara de Paula (54.64)         | 3:25.58 | Recorde sul-americano |
| 7                 | 7    | China          | Yu Hexin (49.70) Lin Yongqing (49.06) Qiu Yuhan (53.83) Tang Yuting (54.35)                            | 3:26.94 | Recorde asiático      |
| 8                 | 6    | Suécia         | Christoffer Carlsen (50.03) Simon Sjödin (49.67) Michelle Coleman (53.41) Louise Hansson (53.98)       | 3:27.09 |                       |

Legenda
| Recorde mundial       | Recorde mundial (World record)               |                       | Recorde africano                      | Recorde africano (African) |                                           | Q | Classificado por posição (Qualified) |
| Recorde do campeonato | Recorde do campeonato (Championship record)  | Recorde da América    | Recorde da América (Americas)         | q                          | Classificado por melhor tempo (Qualified) |   |                                      |
| Melhor marca do ano   | Melhor marca do ano (World leading)          | Recorde asiático      | Recorde asiático (Asian)              | DNS                        | Não largou (Did not start)                |   |                                      |
| Recorde nacional      | Recorde nacional (National record)           | Recorde europeu       | Recorde europeu (European)            | DNF                        | Não terminou (Did not finish)             |   |                                      |
| Recorde pessoal       | Recorde pessoal do atleta (Personal best)    | Recorde da Oceania    | Recorde da Oceania (Oceania)          | DSQ / DQ                   | Desclassificado (Disqualified)            |   |                                      |
| Recorde da temporada  | Recorde da temporada do atleta (Season best) | Recorde sul-americano | Recorde sul-americano (South America) | NM                         | Sem marca (No mark)                       |   |                                      |